# Orechová
Orechová – wieś (obec) na Słowacji położona w kraju koszyckim, w powiecie Sobrance. Pierwsze wzmianki o miejscowości pochodzą z 1299 roku.
Według danych z dnia 31 grudnia 2012 roku, wieś zamieszkiwało 260 osób, w tym 131 kobiet i 129 mężczyzn.
W 2001 roku rozkład populacji względem narodowości i przynależności etnicznej wyglądał następująco:
- Słowacy – 96,86%
- Czesi – 0,78%
- Romowie – 2,35%

Ze względu na wyznawaną religię struktura mieszkańców kształtowała się w 2001 roku następująco:
- Katolicy rzymscy – 41,18%
- Grekokatolicy – 53,33%
- Ewangelicy – 0,78%
- Prawosławni – 0,39%
- Ateiści – 0,78%
- Nie podano – 0,39%